# Parencoelia
Parencoelia is een geslacht van schimmels in de orde helotiales. De familie is nog niet met zekerheid bepaalt (Incertae sedi). De typesoort is Parencoelia andina.

## Soorten
Volgens Index Fungorum telt het geslacht vier soorten (peildatum oktober 2023):
| Soortnaam                 | Auteur(s)          | Publicatiejaar |
| ------------------------- | ------------------ | -------------- |
| Parencoelia andina        | Petr.              | 1950           |
| Parencoelia biparasitica  | (Pat.) W.Y. Zhuang | 1988           |
| Parencoelia kalmiae       | (Peck) W.Y. Zhuang | 1990           |
| Parencoelia myriostylidis | (Rehm) W.Y. Zhuang | 1988           |

'